# Пробуждение (альбом)
«Пробуждение» — седьмой студийный альбомом группы Flëur, выпущенный в 2012 году лейблом Cardiowave в формате CD (диджипак и deluxe edition). Кроме того, «Пробуждение» стал первым в истории Flëur альбомом, изданным на виниловом диске.

## Список композиций
| №   | Название                 | Длительность |
| --- | ------------------------ | ------------ |
| 1.  | «Интро»                  | 0:47         |
| 2.  | «Живое»                  | 4:04         |
| 3.  | «Тридцать семь»          | 4:59         |
| 4.  | «Шиповник»               | 4:59         |
| 5.  | «Это будет моим ответом» | 3:52         |
| 6.  | «Великое ничто»          | 6:08         |
| 7.  | «Спасти»                 | 3:16         |
| 8.  | «Вальсаутро»             | 2:00         |
| 9.  | «Дикое сердце»           | 3:39         |
| 10. | «Маятник вечности»       | 6:47         |
| 11. | «Проповедники»           | 6:42         |
| 12. | «Оборвалось»             | 3:58         |
| 13. | «Мир потерянных вещей»   | 4:40         |
| 14. | «Спасибо»                | 5:11         |

## Музыка и слова
Ольга Пулатова — 2 4 6 9 11 13.
Елена Войнаровская — 3 5 7 10 12 14.
Екатерина Котельникова — 8.
Elektroklew — 1.

## Участники записи
Ольга Пулатова — вокал, фортепиано.
Елена Войнаровская — вокал, гитары.
Екатерина Котельникова — синтезаторы, фортепиано, бэк-вокал.
Анастасия Кузьмина — скрипка, эрху.
Алексей Ткачевский — барабаны, перкуссия.
Евгений Чеботаренко — бас-гитара, гитары.
Олег Митрофанов — гитары.
Людмила Корецкая — виолончель.
Борис Шестопал — гобой.
Анастасия Звелиндовская — флейта.
Алексей Козмиди — гитары, берлинское метро.
Алексей Нагорных — программирование.
Маша Коваленко, Алёша Вержбицкий, Даша Войнаровская — детский хор.

## Аранжировки
Екатерина Котельникова, Елена Войнаровская, Ольга Пулатова, Анастасия Кузьмина, Алексей Ткачевский, Евгений Чеботаренко, Дмитрий Веков, Алексей Нагорных, Олег Митрофанов.
Одесса, студия «Весёлый ветер»